# 高田純 (脚本家)
高田 純（たかだ じゅん、1947年12月11日 - 2011年4月21日）は、日本の脚本家、映画評論家。
別名義に「たかい すみひこ」がある。

## 人物
長崎県西彼杵郡出身。慶應義塾大学文学部卒。
父親は広島市で爆心地から2キロで被爆しており、被爆2世として出生。本人曰く、親の一族は大半が教師という「教員一族」。
大学入学後に任侠映画を多く見まくっていたということで、その後も「任侠映画を語らせたら日本で五本の指に入る」ほどの自信があるとも語っている。大学在学中には落語研究会に所属、その後同会の先輩でもある松原敏春に弟子入りし、『巨泉×前武ゲバゲバ90分!』（日本テレビ）などのコント番組のギャグなどを手掛ける。卒業後はスポーツニッポン、週刊プレイボーイ、週刊朝日などで、東映実録路線、日活ロマンポルノ等を中心に映画批評を担当、若手映画評論家として注目を浴びる。
その映画論評が当時の日活プロデューサー・伊地智啓の目に留まったことで誘われ、1973年に『必殺色仕掛け』（日活）で脚本家デビュー。その後はシナリオライターに転じ、劇場作品やサスペンスドラマを中心に活動した。趣味はロールプレイングゲームであり、特に『ドラゴンクエスト』シリーズの大ファンだったという。
2011年4月21日、心不全のため死去。63歳没。

## 主な作品

### 映画
- 必殺色仕掛け（1973年）
- 卓のチョンチョン（1974年）
- 安藤昇のわが逃亡とSEXの記録（1976年）
- 河内のオッサンの唄（1976年）
- 餌食（1979年）
- スーパーGUNレディ ワニ分署（1979年）
- ダンプ渡り鳥（1981年）
- ピンクのカーテン（1982年）
- いつか誰かが殺される（1984年）
- 恋文（1985年）
- 離婚しない女（1986年）
- メロドラマ（1988年）
- BEST GUY（1990年）
- 魚からダイオキシン!!（1992年） - 原作
- 人間交差点 不良（1993年）
- JOKER 疫病神（1998年）

### テレビドラマ
- 華麗なる刑事（CX）
- 大激闘マッドポリス'80（NTV）
- 特命刑事（NTV）
- キャンパス・アクション 探偵同盟（CX）
- プロハンター（NTV）
- 火曜サスペンス劇場（NTV）
  - 狙われた美人キャスター
  - 知りすぎた女
  - 星座伝説殺人事件 すばる星団が月に隠れる夜
  - 殺意の団欒
  - 危険な乗客
- 直子センセの診察日記（CBC）
- 金曜エンタテインメント（CX）
  - カーテンデザイナー・春川さくら 月下美人の殺意
- 愛のことば（THK）
- 母の告白（THK）
- 女と愛とミステリー（TX）
  - ミイラが呼んでいる
- 永遠の君へ（THK）
- 月曜ミステリー劇場（TBS）
  - 警視庁三係・吉敷竹史シリーズ
  - 横浜本牧殺人ファイル・白磁の肌を持つ女（2000年7月17日放送）
- 熱血ニセ家族（CBC）

### テレビアニメ
- アニメーション紀行 マルコ・ポーロの冒険（NHK）

### バラエティ番組
- 巨泉×前武ゲバゲバ90分!（NTV）

### Vシネマ
- プリズンホテル